# Одбојка на Летњим олимпијским играма 2000.
На Олимпијским играма у Сиднеју 2000 одбојка се игра 10 пут. Такмичења су одржана у периоду од 16. до 30. септембра. Систем такмичење и број екипа је био исти као и на претходним играма осим што и у мушкој конкуренцији није било разигравања за пласман од 9 до 12 места, тако да су петопласиране екипе делиле 9, а шестопласиране 11 место..

## Освајачи медаља и коначан пласман
| Дисциплина        | Злато | Сребро | Бронза | 4   | 5    | 6   | 7    | 8   | 9        | 10       | 11        | 12        |
| ----------------- | ----- | ------ | ------ | --- | ---- | --- | ---- | --- | -------- | -------- | --------- | --------- |
| Мушкарци — детаљи | ЈУГ   | РУС    | ИТА    | АРГ | ХОЛ  | БРА | КУБА | АУС | КОР, ШПА | КОР, ШПА | САД, ЕГИ  | САД, ЕГИ  |
| Жене — детаљи     | КУБА  | РУС    | БРА    | САД | КИНА | НЕМ | ХРВ  | ЈКО | ИТА, АУС | ИТА, АУС | КЕН, ПЕРУ | КЕН, ПЕРУ |

## Биланс медаља
| Екипа          | Злато | Сребро | Бронза | Укупно |
| СР Југославија | 1     | 0      | 0      | 1      |
| Куба           | 1     | 0      | 0      | 1      |
| Русија         | 0     | 2      | 0      | 2      |
| Италија        | 0     | 0      | 1      | 1      |
| Бразил         | 0     | 0      | 1      | 1      |
| Укупно (5)     | 2     | 2      | 2      | 6      |